# حمزه‌لی (یومورتالیک)
حمزه‌لی (به ترکی استانبولی: Hamzalı) یک منطقهٔ مسکونی در ترکیه است که در یومارتالیک واقع شده‌است.